# Gamers!
Gamers! (ゲーマーズ! Gēmāzu!?) es una serie de novelas ligeras escritas por Sekina Aoi e ilustradas por Saboten, publicadas desde marzo de 2015 hasta octubre de 2019, contando en total con 12 volúmenes.
Una adaptación a manga fue publicada por Shōnen Ace desde octubre de 2016 hasta 2019. Una adaptación a serie de anime fue producida por Pine Jam, y se transmitió entre el 13 de julio y 28 de septiembre de 2017 por AT-X.

## Sinopsis
Esta es una historia que gira en torno a ciertos estudiantes y un pasatiempo. Keita Amano es nuestro protagonista solitario que tiene una pasión por los juegos y es amigo de Tasuku Uehara, quien es secretamente un compañero de juego y es alguien que cree que su vida es perfecta. También tenemos a Karen Tendō, la presidenta del club de videojuegos y Chiaki Hoshinomori, que pelea constantemente con Keita. Esta es una historia llena de una secuencia de escenas de comedia y malentendidos sin parar. ¡Comienza nuestra caótica comedia romántica!

## Personajes

### Principales
Keita Amano (雨野 景太 Amano Keita?)
 Seiyū: Megumi Han
Keita es un estudiante de segundo año de secundaria que le encanta jugar diferentes tipos de juegos, pero no es muy bueno para ellos. Como pasa la mayor parte de su tiempo jugando no tiene amigos en la escuela. Es el novio de Karen. 
Karen Tendō (天道 花憐 Tendō Karen?)
 Seiyū: Hisako Kanemoto, Risa Taneda (2015 TVCM)
Karen es la chica más bonita en la escuela y la Presidenta del club de juegos de la escuela. Ella invita a Keita para unirse a su club el cual rechaza al instante. En el transcurso de la historia, llega a sentir un fuerte afecto y celos por Keita al grado de convertirse en pareja.
Chiaki Hoshinomori (星ノ守 千秋 ,Hoshinomori Chiaki?)
 Seiyū: Manaka Iwami
Chiaki es una chica tímida que no le importa mucho su aspecto. Le encanta jugar y no socializar mucho. Ella es compañera de Karen. Al principio Keita intenta ser su amigo y solo la asusta pero comenzaron a socializar hasta que pelearon por una pequeña disputa sobre un juego.
Al final de la serie tiene sentimientos hacia Keita.
Tasuku Uehara (上原 祐 ,Uehara Tasuku?)
 Seiyū: Toshiyuki Toyonaga
Tasuku es un tipo apuesto, sociable y el líder de los chicos en su clase. Es un gamer ocasional. Compañero de Keita y novio de Aguri. Llega a emparejar a Keita y a Chiaki para crear una "comedia romántica" entre ellos dos cuyos planes suelen ser frustrados por Karen y Aguri.
Aguri Sakurano (桜野 亜あ玖ぐ璃り ,Sakurano Aguri?)
 Seiyū: Rumi Ōkubo
Aguri es la novia de Tasuku. Ella no juega ningún juego ni está interesada en ellos.

### Secundarios
Konoha Hoshinomori  (星ノ守 心春?)
 Seiyū: Yūki Kuwahara
Konoha es la hermana menor de Chiaki y la presidenta del consejo estudiantil en otra escuela. En secreto disfruta de juegos eróticos y disfruta de estar en compañía de lindas chicas. Tras un incidente con Chiaki, se ve obligada a fingir ser "Mono" y "Nobe" delante de Keita.
Kousei Amano (Amano Kousei?)
Hermano menor de Keita. 
Riki Misumi (Misumi Riki?)
Hermana menor adoptiva de Eiichi.

### Miembros del Club de Videojuegos
Reiichi Misumi (三角 瑛一 Misumi Reiichi?)
 Seiyū: Natsuki Hanae
Reiichi es un jugador de Puzles que nunca ha jugado ningún otro juego que no sea Puzle. Pero es realmente bueno en ellos una vez que intenta.
Niina Ōiso (大磯 新那 Ōiso Niina?)
 Seiyū: Yuna Yoshino
Una chica que se hace distante una vez que juega Videojuego de lucha.
Gakuto Kase (加瀬 岳人 Kase Gakuto?)
 Seiyū: Yasuaki Takumi
Un estudiante de tercer año que se pone serio cuando se trata de juegos FPS.

## Media

### Novela ligera
Sekina Aoi comenzó a publicar la serie desde el 20 de marzo de 2015 a través de la editorial Fujimi Fantasia Bunko de Fujimi Shobo con ilustraciones de Saboten. Se publicaron 12 volúmenes en total hasta octubre de 2019.

#### Lista de volúmenes
| N.º  | Título | Fecha de lanzamiento    | ISBN original          |
| ---- | --- | ----------------------- | ---------------------- |
| 1    | «Keita Amano y una joven continúan» «'Amano Keita to Seishun Kontinyū'» (天野啓太と青年が続く?)                                            | 20 de marzo de 2015     | ISBN 978-4-04-070533-0 |
| 2    | «Karen Tendō y un final feliz sorpresa» «'Tendō Karen to Fuiuchi Happī Endo'» (トレンドのカレンとハッピーエンディングの驚き?)              | 18 de julio de 2015     | ISBN 978-4-04-070534-7 |
| 3    | «Chiaki Hoshinomori y el primer amor nuevo juego» «'Hoshinomori Chiaki to Hatsukoi Nyū Gēmu'» (ホシノモリ千秋と初恋の新しいゲーム?)        | 20 de noviembre de 2015 | ISBN 978-4-04-070753-2 |
| 4    | «Aguri y un crítico desconocido» «'Aguri to Mujikaku Kuritikaru'» (アグリと未知の批評家?)                                                  | 19 de marzo de 2016     | ISBN 978-4-04-070754-9 |
| 5    | «Gamers y un juego devastador» «'Gēmāzu to Zenmetsu Gēmu Ōbā'» (ゲーマーズと全滅ゲームオーバー?)                                           | 20 de julio de 2016     | ISBN 978-4-04-070969-7 |
| 6    | «El gamer solitario y un combo de la cadena de la confesión» «'Bocchi Gēmā to Kokuhaku Chein Konbo'» (ぼっちゲーマーと告白チェインコンボ?) | 19 de noviembre de 2016 | ISBN 978-4-04-070970-3 |
| 7    | «Gamers y un beso sin salida» «'Gēmāzu to Kuchizuke Deddo Endo'» (ゲーマーズと口づけデッドエンド?)                                         | 18 de marzo de 2017     | ISBN 978-4-04-070971-0 |
| 8    | «Chiharu Hoshinomori y un Ataque Posterior» «'Hoshinomori Chiharu to Gyakuten Bakku Atakku'» (星ノ守心春と逆転バックアタック?)             | 20 de julio de 2017     | ISBN 978-4-04-072369-3 |
| 9    | «Keita Amita y el restablecimiento de habilidad juvenil» «'Keita Amano to Seishun Sukiru Risetto'» (雨野景太と青春スキルリセット?)         | 20 de enero de 2018     | ISBN 978-4-04-072370-9 |
| 10   | «Karen Tendo y la sorpresa de actualización» «'Tendō Karen to Fuiuchi Appudēto'» (天道花憐と不意打ちアップデート?)                         | 19 de mayo de 2018      | ISBN 978-4-04-072371-6 |
| 11   | «Gamers y el primer amor multi final» «'Gēmāzu to Hatsukoi maruchi endo'» (ゲーマーズと初恋マルチエンド?)                                  | 20 de octubre de 2018   | ISBN 978-4-04-072900-8 |
| DLC2 | «Gamers DLC2» «'Gēmāzu DLC2'» (ゲーマーズ！2?)                                                                                             | 20 de febrero de 2019   | ISBN 978-4-04-073025-7 |
| 12   | «Gamers y la juventud continúan» «'Gēmāzu to seishun kontinyū'» (ゲーマーズ！12 ゲーマーズと青春コンティニュー?)                           | 19 de octubre de 2019   | ISBN 9784040729015     |
| DLC3 | «Gamers DLC3» «'Gēmāzu DLC3'» (ゲーマーズ！3?)                                                                                             | 19 de marzo de 2020     | ISBN 978-4-04-073142-1 |

### Manga
Una adaptación a manga yonkoma escrita por Sekina Aoi e ilustrada por Tsubasa Takahashi. Se publicó en la revista Shōnen Ace de la editorial Fujimi Shobo desde el 26 de octubre de 2016 hasta julio de 2019.
Cuenta en total con 7 volúmenes recopilatorios.
| N.º | Fecha de lanzamiento     | ISBN original          |
| --- | ------------------------ | ---------------------- |
| 1   | 25 de marzo de 2017      | ISBN 978-4-04-105446-8 |
| 2   | 26 de junio de 2017      | ISBN 978-4-04-105771-1 |
| 3   | 25 de noviembre de 2017  | ISBN 978-4-04-106308-8 |
| 4   | 26 de marzo de 2018      | ISBN 978-4-04-106717-8 |
| 5   | 25 de septiembre de 2018 | ISBN 978-4-04-107363-6 |
| 6   | 25 de febrero de 2019    | ISBN 978-4-04-107816-7 |
| 7   | 26 de octubre de 2019    | ISBN 978-4-04-107817-4 |

### Anime
Una serie de anime dirigida por Manabu Okamoto y producida por Pine Jam. Comenzó a emitirse el 13 de julio de 2017 y terminó el 28 de septiembre del mismo año. La serie contó con 12 episodios en total y se adaptaron los primeros 5 volúmenes de la novela ligera. El tema de inicio es "GAMERS!" interpretado por Hisako Kanemoto, Manaka Iwami y Rumi Ōkubo, mientras el temas final es "Fight on!" para todos los episodios, con excepción de los episodios nueve y diez, que es "Koi no Prologue*" (恋のprologue* Prólogo al amor), ambos interpretados por Luce Twinkle Wink ☆.

#### Lanzamiento DVD
En Japón se lanzaron 6 DVD que contienen 2 episodios cada uno. Entre el 28 de septiembre de 2017 y 28 de febrero de 2018.
| Volumen | Fecha                    | Episodios |
| ------- | ------------------------ | --------- |
| 1       | 28 de septiembre de 2017 | 1 y 2     |
| 2       | 25 de octubre de 2017    | 3 y 4     |
| 3       | 29 de noviembre de 2017  | 5 y 6     |
| 4       | 22 de diciembre de 2017  | 7 y 8     |
| 5       | 31 de enero de 2018      | 9 y 10    |
| 6       | 28 de febrero de 2018    | 11 y 12   |